# Foreste mediterranee della Spagna nord-orientale e Francia meridionale
Le foreste mediterranee della Spagna nord-orientale e Francia meridionale sono un'ecoregione dell'ecozona paleartica, definita dal WWF (codice ecoregione: PA1222), che si estende, come indica il nome, attraverso il nord-est della Spagna, il sud della Francia e, per una piccola parte, l'estremo ovest dell'Italia.
La regione fa parte della ecoregione globale 123 Formazioni forestali mediterranee, inclusa nella lista Global 200.

## Territorio
Questa ecoregione ricopre la Francia meridionale, la fascia costiera della Comunità Valenzana e della Catalogna (Spagna nord-orientale) e le isole Baleari. Una piccola parte dell'ecoregione interessa la Liguria nord-occidentale, nel territorio del Parco naturale regionale delle Alpi Liguri. Dal punto di vista geologico, l'ecoregione è dominata da rocce sedimentarie mesozoiche e quaternarie (calcari, arenarie, marne e conglomerati). Antichi substrati cristallini (graniti, scisti e quarziti) caratterizzano alcune zone delle isole Baleari (Minorca) e della Catalogna (Cap de Creus). La fascia costiera è caratterizzata da un susseguirsi di falesie, dune di sabbia e lagune salmastre dalla ricca biodiversità (ad esempio il delta dell'Ebro, il delta del Rodano e l'Albufera di Valencia). Per quanto riguarda il clima, l'ecoregione presenta estati molto calde e secche e inverni relativamente miti e umidi o sub-umidi. Le temperature annue medie si aggirano sui 10-17 °C, mentre le temperature minime medie dei mesi più freddi sono sull'ordine dei 5-10 °C. Le precipitazioni annue variano tra i 350 e gli 800 mm e sono caratterizzate da piogge torrenziali autunnali.

## Flora
Le foreste dell'ecoregione sono costituite prevalentemente da associazioni miste di latifoglie sempreverdi e decidue e conifere. Foreste miste sempreverdi (Quercus ilex, Q. suber) e decidue (Q. pubescens nel sud della Francia, Q. faginea nella Spagna continentale) sono presenti un po' in tutta la parte continentale dell'ecoregione. Una specie di quercia decidua originaria del Nordafrica (Quercus canariensis) è presente in alcune località sulle montagne costiere della Catalogna settentrionale. Sulle isole Baleari crescono prevalentemente foreste di lecci (Q. ilex), in particolare su Maiorca.
Boscaglie e macchie di olivi selvatici (Olea europaea) e carrubi (Ceratonia siliqua) sono presenti soprattutto nel settore meridionale dell'ecoregione (zona di Valencia e isole Baleari). Foreste miste di querce e pini domestici (Pinus pinea) compaiono spesso sulle pendici ricoperte da rocce silicee delle catene costiere, mentre pini domestici e una fitta vegetazione mediterranea (Juniperus phoenicea, Pistacia lentiscus, Myrtus communis, Chamaerops humilis) caratterizzano le dune costiere. Il pino marittimo (Pinus pinaster) predomina sui substrati di arenaria di alcune catene costiere, mentre foreste miste di pino di Aleppo (Pinus halepensis) e quercia spinosa (Quercus coccifera) caratterizzano le pendici montuose costituite da rocce calcaree e marnose.
I letti dei fiumi che stagionalmente si riempiono di acqua (noti in Spagna come ramblas) sono caratterizzati da specie di alberi e arbusti (Tamarix spp., Salix spp., Nerium oleander, Vitex agnus-castus, Populus alba, P. nigra, Fraxinus angustifolia) ben adattate alle inondazioni periodiche. Nelle paludi salmastre si sviluppa una vegetazione alofila di Salicornia europaea e Sarcocornia fruticosa, mentre nelle zone umide meno salmastre e meglio drenate crescono prati di Agropyron spp., Puccinellia spp. e Juncus maritimus.

## Fauna
I grandi mammiferi non sono particolarmente numerosi in questa ecoregione. Tra essi vale la pena ricordare la comune puzzola europea (Mustela putorius) e la più rara lontra (Lutra lutra), che sta tornando nuovamente numerosa dopo un periodo di declino.
Rare specie di rapaci, come l'avvoltoio monaco (Aegypius monachus) a Maiorca e il grifone (Gyps fulvus) sono localmente presenti con popolazioni consistenti. Il falco pescatore (Pandion haliaetus) e il falco della Regina (Falco eleonorae) trovano qui nutrimento durante la stagione riproduttiva. Nell'ecoregione vi sono numerose aree che giocano un ruolo di grande importanza per la nidificazione, la sosta e lo svernamento degli uccelli. Nel delta dell'Ebro ogni anno nidificano circa 30.000 coppie di uccelli acquatici, e durante l'inverno sono stati censiti anche 180.000 uccelli. Tra le specie che si riproducono qui vi sono l'airone rosso (Ardea purpurea), la garzetta (Egretta garzetta), l'airone guardabuoi (Bubulcus ibis), la sgarza ciuffetto (Ardeola ralloides), la nitticora (Nycticorax nycticorax), il tarabusino (Ixobrychus minutus), il tarabuso (Botaurus stellaris), il fistione turco (Netta rufina), il cavaliere eurasiatico (Himantopus himantopus), la pernice di mare (Glareola pratincola), il gabbiano corso (Ichthyaetus audouinii; qui presente con la colonia più numerosa del mondo, ben 7000 coppie nel 1992), il mignattino piombato (Chlidonias hybrida), la sterna zampenere (Gelochelidon nilotica), il fraticello (Sternula albifrons), la sterna comune (Sterna hirundo) e il beccapesci (Thalasseus sandvicensis). In estate si radunano qui fino a 4000 esemplari non nidificanti di fenicottero (Phoenicopterus roseus). Qui svernano migliaia di garzette (Egretta garzetta) e aironi guardabuoi (Bubulcus ibis), nonché varie specie di anatre, come il germano reale (Anas platyrhynchos; 42.800 esemplari nel 1989), la canapiglia (A. strepera; 4119 esemplari nel 1985), il mestolone (A. clypeata; 14.200 esemplari nel 1991) e il fistione turco (Netta rufina; 6100 esemplari nel 1991), e fino a 32.000 trampolieri, come l'avocetta (Recurvirostra avosetta) e la pittima reale (Limosa limosa).
Nella Camargue (delta del Rodano) nidificano otto specie di aironi, la sterna zampenere (Gelochelidon nilotica), la ghiandaia marina (Coracias garrulus), il gruccione (Merops apiaster), il mignattaio (Plegadis falcinellus), il fenicottero (Phoenicopterus roseus; la più grande colonia dell'intera area mediterranea), la pernice di mare (Glareola pratincola) e vari gabbiani. In autunno sono rappresentati qui tutti i trampolieri dell'ecoregione. In inverno vi sono popolazioni estremamente numerose di 13 specie diverse di anatre. Durante questa stagione sono presenti nel sito anche il cigno minore (Cygnus columbianus), l'aquila di mare (Haliaeetus albicilla), il pellegrino (Falco peregrinus) e l'airone bianco maggiore (Ardea alba). In totale, vari milioni di esemplari, appartenenti a 356 specie di uccelli, utilizzano la Camargue.
Tra i pesci presenti nel delta dell'Ebro ricordiamo l'endemico nono moresco (Aphanius iberus) e lo spinarello (Gasterosteus aculeatus). Il delta ospita inoltre numerosi molluschi (sia marini che d'acqua dolce), mentre nei canali d'acqua salmastra vive un piccolo gamberetto endemico, Palaemonetes zariquieyi. Tra i rappresentanti dell'erpetofauna particolarmente degni di nota sono alcuni anfibi, il discoglosso dipinto (Discoglossus pictus), la raganella mediterranea (Hyla meridionalis) e il tritone palmato (Lissotriton helveticus), e un rettile, la tartaruga palustre iberica (Mauremys leprosa). I rettili maggiormente rappresentati sono il ramarro occidentale (Lacerta bilineata), la luscengola striata (Chalcides striatus), la lucertola striata spagnola orientale (Psammodromus edwarsianus), la biscia dal collare (Natrix natrix) e la natrice viperina (N. maura).

## Conservazione

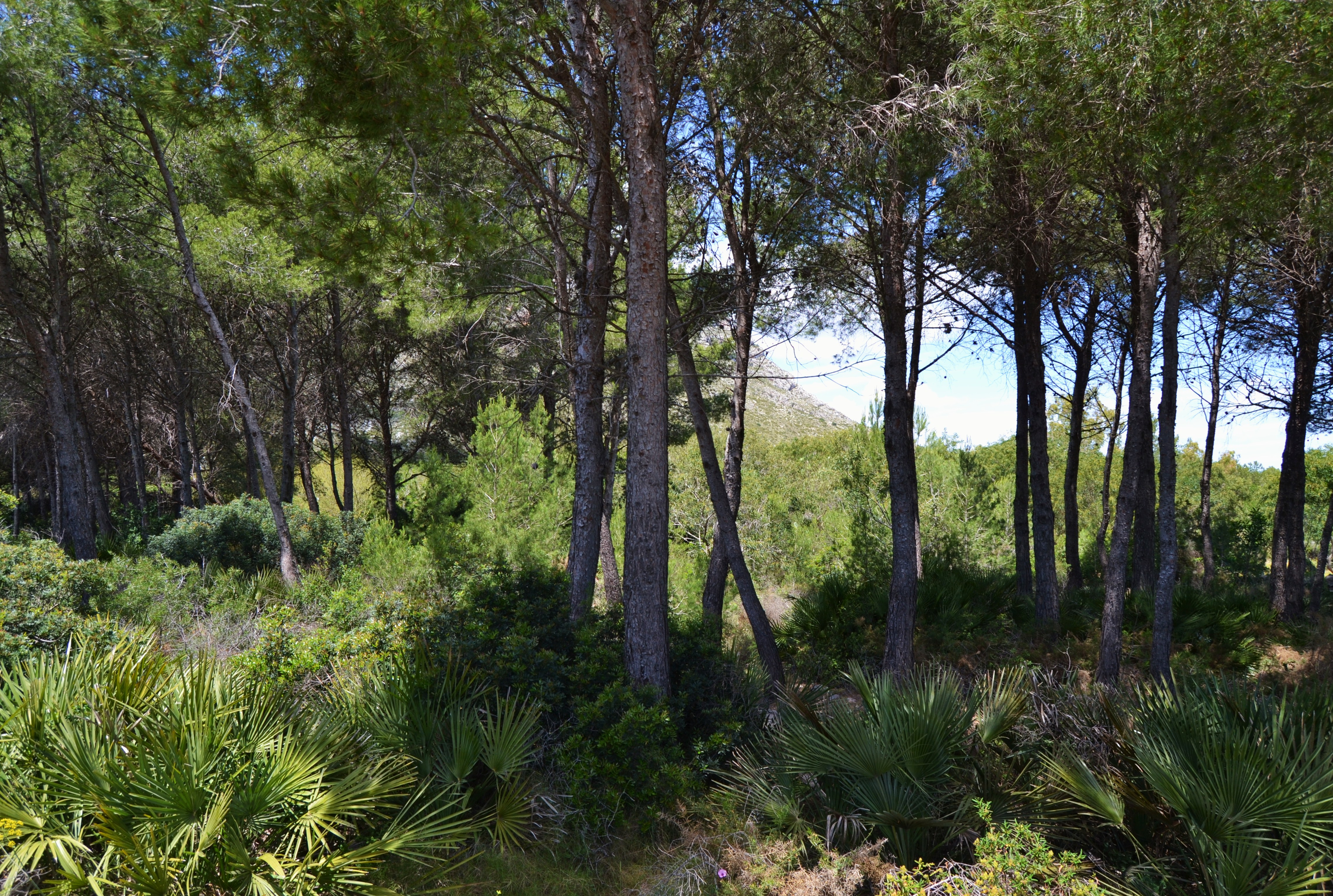
Foresta di pini nei pressi di Jávea, Spagna

La maggior parte dell'ecoregione è stata intensamente trasformata in terreni agricoli: terrazzamenti nelle zone montuose e pascoli, estesi vigneti, mandorleti, uliveti, frutteti e altre colture irrigate. L'urbanizzazione costiera a scopo turistico sta distruggendo gli ultimi boschi costieri rimasti, oltre a provocare una situazione allarmante per quanto riguarda il sovrasfruttamento di acqua e l'inquinamento.